# Wilfredo Peláez Esmite
Wilfredo Peláez Esmite   (San José de Mayo, 27 d'octubre de 1930 - Montevideo, 22 de maig de 2019) fou un jugador de bàsquet uruguaià que va competir durant les dècades de 1940 i 1950.
El 1952 va prendre part en els Jocs Olímpics de Hèlsinki, on guanyà la medalla de bronze en la competició de bàsquet. En el partit contra França unes controvertides decisions de l'àrbitre Vincent Farrell van acabar una baralla en què l'àrbitre acabà a l'hospital inconscient. Els principals instigadors de la batussa foren ell i Carlos Roselló, que foren expulsats d'aquest i posteriors Jocs.